# Мельник, Николай Евтихиевич
Николай Евтихиевич Мельник (род. 17 апреля 1943) — украинский политик.

## Биография
Член СПУ (с 1998); заместитель директора СООО «Липовка»; директор крестьянского частного предприятия «Марьяновка».
Родился 17 апреля 1943 (село Липовка, Томашпольский район, Винницкая область); украинец; жена Нина Павловна — директор колбасного цеха; дочь Светлана — директор СООО «Липовка»; дочь Екатерина — кандидат исторических наук, преподаватель университета.
Образование: Уманский сельскохозяйственный институт (1978), ученый-агроном.
Март 2006 — кандидат в народные депутаты Украины от СПУ, № 47 в списке. На время выборов: народный депутат Украины, член СПУ.
Народный депутат Украины 4-го созыва с апреля 2002 до апреля 2006 от СПУ, № 8 в списке. На время выборов: заместитель директора СООО «Липовка», член СПУ. Член фракции СПУ (с мая 2002), председатель подкомитета по вопросам формирования бюджетной, финансово-кредитной, налоговой и инвестиционной политики Комитета по вопросам аграрной политики и земельных отношений (с июня 2002).
Март 1998 — кандидат в народные депутаты Украины, избирательный округ № 17 Винницкой области. Появилось 77,7 %, «за» 12,9 %, 3 место из 13 претендентов. На время выборов: заместитель председателя корпорации «Липовка» Томашпольского района Винницкой области.
Март 1994 — кандидат в народные депутат Украины, Тульчинский избирательном округ № 61, Винницкая область., выдвинут трудовым коллективом 1-й тур — 12,71 %, 4 место из 9 претендентов.
Народный депутат Украины 1-го созыва с марта 1990 (1-й тур) до апреля 1994, Тульчинский избирательном округ № 37, Винницкая область. На время выборов: председатель колхоза имени Ленина Томашпольского района. Входил в «Народной рады», фракции «Новая Украина», группы «Земля и воля». Член Комиссии по вопросам экономической реформы и управления народным хозяйством.
- 1960 — рабочий сахарного завода; прицепщик тракторной бригады колхоза имени Ленина.
- С 1960 — ученик Брацлавского сельскохозяйственного техникума.
- С 1963 — служба в армии.
- С 1966 — учётчик тракторной бригады, плановик колхоза, заведующий животноводческой фермы, 02.1969-07.1976 — председатель колхоза имени Ленина, село Липовка Томашпольского района.
- 07.1976-12.1978 — председатель межхозяйственного объединения по производству мяса, село Липовка.
- 12.1978-07.1991 — председатель колхоз имени Ленина, село Липовка.
- 10.07.1994-06.1996 — председатель Винницкого облсовета народных депутатов.
- 10.07.1995-18.06.1996 — председатель Винницкой облгосадминистрации[1][2].

Был членом Комиссии по вопросам аграрной и земельной реформы при Президенте Украины (с марта 1995)
Депутат Винницкого облсовета (1998—2002), член бюджетной комиссии, председатель фракции СПУ в Винницком облсовете.
Член Политсовета СПУ (с мая 2000), секретарь Винницкого обкома СПУ.
Награждён орденами Ленина, Трудового Красного Знамени, «Знак Почета».
Государственный служащий 1-го ранга (октябрь 1994).
Автор тетралогии «В диких зарослях малины» (1992—1997).